# Parc de Bourran

Parc de Bourran, August 2018

Schloss Buorran, Gartenseite

Wasserturm

Neugotische Bogenbrücke

„Abgestorbener Baum“ aus Beton: Wasserzuführung zum Wasserfall

Der Parc de Bourran (Park von Bourran) wurde im letzten Viertel des 19. Jahrhunderts um das Schloss Bourran als englischer Landschaftsgarten angelegt.

## Geografische Lage
Der Park lag früher am Rand, heute innerhalb der Gemeinde Mérignac.

## Geschichte
1868 kaufte der Bankier Léopold Piganeau aus Bordeaux, zusammen mit seinem Schwiegervater Emile Ravesies, das Weingut Bourran. Das bestehende Herrenhaus ließen sie abreißen und ein neues Landschloss von dem Architekten Jules Lafargue errichten. Die Gartenanlage entstand aber erst zwei Jahrzehnte später. Gartenarchitekt war Louis Lucy Le Breton. 1896 verlieh ihm die Société d’hoticulture, kurz vor seinem Tod, eine Goldmedaille für die beiden von ihm geschaffenen Parkanlagen von Bourran und Dulamon.
Léopold Piganeau starb 1898 und die Arbeiten am Garten wurden danach eingestellt. Gegenüber der ursprünglichen Planung wurde deshalb wohl einiges nie umgesetzt. Auch kann ein Teil der Ausstattung inzwischen verschwunden sein, denn die Anlage dient heute zum größten Teil als Stadtpark, zum Teil als Schulsportgelände.

## Anlage
Der Park war 18 ha groß. Das Gelände wird von der Devèze durchflossen, das Schloss liegt auf einer Anhöhe darüber. Der Bach wurde zu einem See angestaut. Darin liegen drei Inseln, die größte ist über eine Brücke mit dem Ufer verbunden. Auf der Insel steht ein Teehaus. Diese Partie des Gartens ist heute sehr verbuscht und bewaldet. Ein großer, nahezu kreisförmiger Weg führt um den See. Daneben gibt es kleinere, gestaltete Areale. Ein Teil der historischen Anlage ist heute durch die Anlage eines Sportplatzes für die Schule, die das Schloss heute nutzt, und einen Kinderspielplatz verändert.
Staffagebauten
- Erhalten ist ein Wasserturm zum Betrieb der Fontäne, der sich nach außen historistisch in Formen der Klassizistik und des Barock präsentiert.[4]
- Im südlichen Bereich des Parks gibt es einen kleinen Wasserfall, der sein Wasser aus einem „Baumstumpf“ und durch einen „abgestorbenen Ast“ erhält: alles aus armiertem Beton.[5]
- Am Westende des Sees führt über den Bach eine Bogenbrücke mit einem neugotischen Turm an einem Ende. Der Turm ist heute so eingewachsen, dass er nur noch von dem Weg, der über die Brücke führt, wahrgenommen werden kann.[6]

## Wissenswert
Das Schloss von Bourran ist im französischen Denkmalverzeichnis als Kulturdenkmal eingetragen.
Der gleiche Architekt, Jules Lafargue, hat für den Bruder von Léopold Piganeau, Gustave Piganeau, auch dessen Landschloss Dulamon gebaut.